# Беглеж
Беглеж (болг. Беглеж) — село в Болгарии. Находится в Плевенской области, входит в общину Плевен. Население составляет 780 человек.

## Политическая ситуация
В местном кметстве Беглеж, в состав которого входит Беглеж, должность кмета (старосты) исполняет Петыр Иванов Цветков (Земледельческий союз Александра Стамболийского (ЗСАС)) по результатам выборов.
Кмет (мэр) общины Плевен — Найден Маринов Зеленогорски (коалиция в составе 3 партий: Демократы за сильную Болгарию (ДСБ), Болгарский земледельческий народный союз (БЗНС), Союз демократических сил (СДС)) по результатам выборов.